# Gervais de Rethel
Gervais, mort vers 1124, fut comte de Rethel de 1118 à 1124. 
Il était fils d'Hugues Ier, comte de Rethel, et de Mélisende de Montlhéry.

## Biographie
Troisième fils du comte de Rethel, il fut destiné à une carrière ecclésiastique, et, en 1107, fut nommé archevêque de Reims par le roi Philippe Ier à la place de Raoul le Vert, élu par le chapitre. Il fut déposé et condamné par le concile de Troyes le 23 mai 1107. 
Peu après 1115, son frère aîné Manassès mourut, et le second frère Baudouin, parti en croisade était devenu comte d'Edesse, et renonça au comté de Rethel. Gervais devint alors l'héritier du comté de Rethel et succéda à son père le 28 décembre 1118.
Il épousa vers 1120 Elisabeth, fille de Godefroi Ier, comte de Namur, et de Sibylle de Château Porcien. Ils eurent une fille :
- Elisabeth, mariée à Robert de Marmion.

Il mourut vers 1124 et sa sœur Mathilde lui succéda. Sa veuve se remaria avec Clarembaud de Rosoy.